# Bachlenkenkopf
Der Bachlenkenkopf ist ein 2759 m ü. A. hoher Berggipfel der Rosenspitzegruppe in der Venedigergruppe in Osttirol (Österreich). Er liegt im Nordwesten Osttirols an der Grenze zwischen den Gemeinden St. Jakob in Defereggen und Prägraten am Großvenediger und gilt als Hüttenberg der Neuen Reichenberger Hütte.

## Lage
Der Bachlenkenkopf ist der zweitniedrigste Gipfel der Rosenspitzegruppe. Er befindet sich im äußersten Südosten des Gebirgskamms und besteht aus dem Haupt- bzw. Westgipfel sowie dem etwas niedrigeren Ostgipfel. Die breite, begrünte Kuppe liegt nordwestlich der Neuen Reichenberger Hütte zwischen der Bachlenke (2608 m ü. A.) im Westen und der Grauen Wand (2816 m ü. A.) im Osten. Die Bachlenke trennt dabei den Bachlenkenkopf von dem östlich gelegenen  Gösleswand  (2912 m ü. A.) und der Lasörlinggruppe. Ebenfalls östlich des Bachlenkenkopf liegt der kleine Göslessee. Im Norden des Bachlenkenkopfs befindet sich das Bachlenkenkar, im Süden erstreckt sich das Trojeramltal.

## Aufstiegsmöglichkeiten
Der Normalweg auf den Bachlenkenkopf führt von der Neuen Reichenberger Hütte zur Bachlenke und auf markiertem Weg über den Ostkamm zum Gipfel. Das Gipfelkreuz des Bachlenkenkopfs befindet sich auf dem etwas niedrigeren Ostgipfel. 